# قندیلو
قندیلو یکی از روستاهای استان آذربایجان شرقی است که در دهستان گنبر بخش مرکزی شهرستان اسکو واقع شده‌است.این روستا ۱۰۵ نفر جمعیت دارد.